# Oxidare Jones
Oxidarea Jones este o reacție organică utilizată pentru oxidarea alcoolilor primari și secundari la acizi carboxilici și respectiv cetone. Reacția a fost denumită după Ewart Jones, descoperitorul acesteia. Pentru oxidare se folosește trioxid de crom și acid sulfuric dizolvat într-un amestec de acetonă și apă. Se poate utiliza ca alternativă dicromat de potasiu în locul trioxidului de crom. Reacția este rapidă, exotermă și decurge cu randamente mari.